# 拉瓦尔 (伊泽尔省)
拉瓦尔（法語：Lavars）是法国伊泽尔省的一个市镇，属于格雷诺布尔区（Grenoble）芒镇县（Mens）。该市镇总面积14.8平方公里，2009年时的人口为132人。

## 人口
拉瓦尔人口变化图示